# Fête champêtre

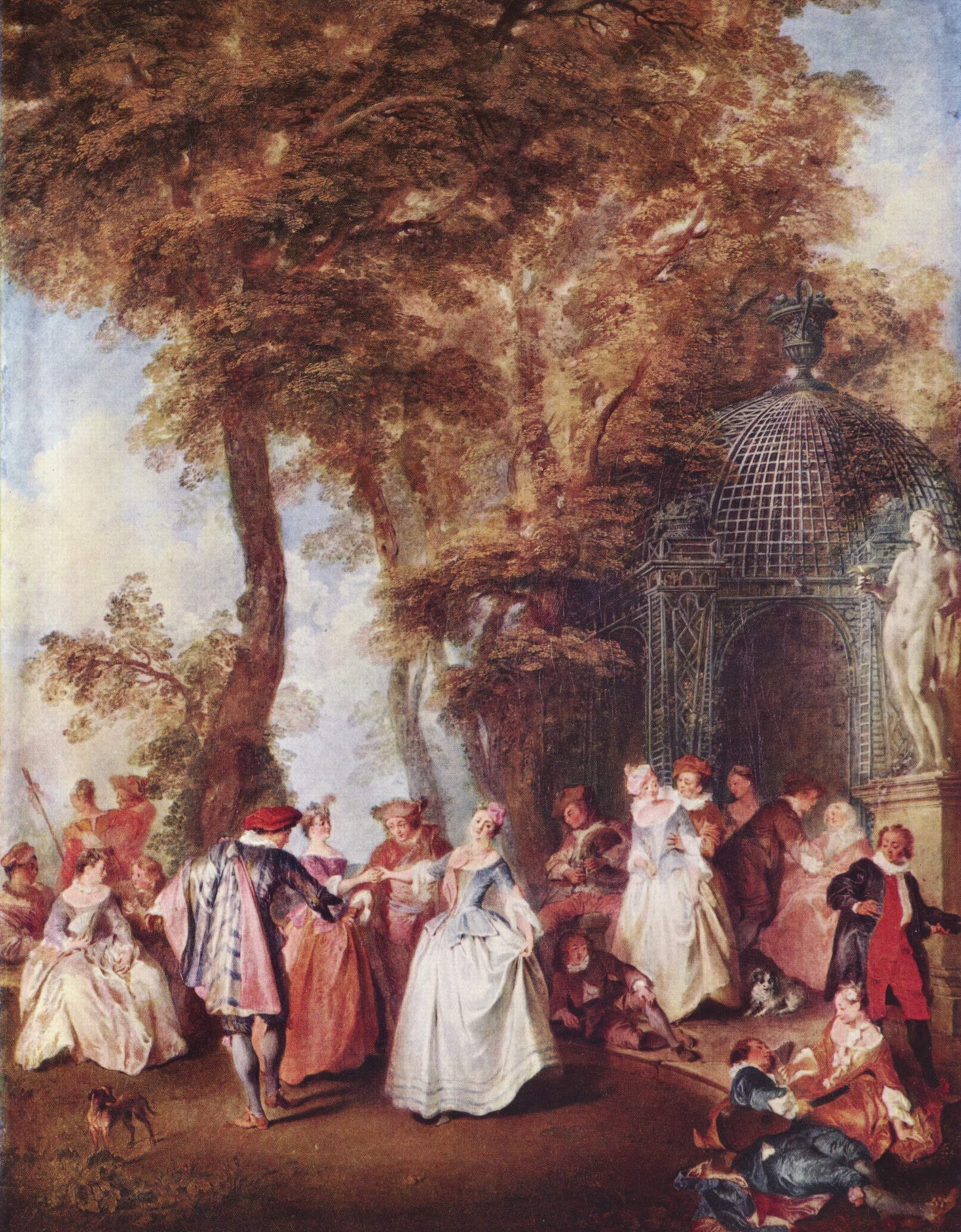
Courtisans du XVIIIe siècle en costume, lors d’une fête champêtre dans un parc paysager.

Une fête champêtre était une forme de divertissement populaire au XVIIIe siècle.
En dépit des connotations pastorales ou rustiques sous-entendues par l’expression de « fête champêtre », cette forme de divertissement particulièrement populaire sous la forme de garden-partys à la cour de Versailles, où les parties du parc destinées à accueillir ces festivités étaient aménagées avec des folies, pavillons et temples, prenait souvent la forme d’un divertissement extrêmement élégant où les invités, parfois costumés, étaient divertis, à l’occasion, par des orchestres dissimulés parmi les arbres.
Alors que la fête champêtre était, en théorie, une forme de divertissement simple, ceci était loin d’être vrai dans la pratique, et le naturel de ce type d’interlude, très similaire à la fête galante, du moins au XVIIIe siècle, était souvent factice.
Un célèbre tableau, datant des environs de 1510 et diversement attribué à Giorgione, Titien et Sebastiano del Piombo, a été nommé le Concert champêtre, après avoir rejoint les collections du musée du Louvre. Le titre est quelque peu trompeur, car la peinture représente très probablement un sujet mythologique, dont l’identification précise a posé des difficultés aux historiens de l’art.
Les élèves d’Antoine Watteau, Nicolas Lancret et Jean-Baptiste Pater, ont continué à représenter les fêtes champêtres, dont la mode a pris fin, avec celle de la fête galante, avec la fin de la période rococo à la fin du XVIIIe siècle.

## Galerie

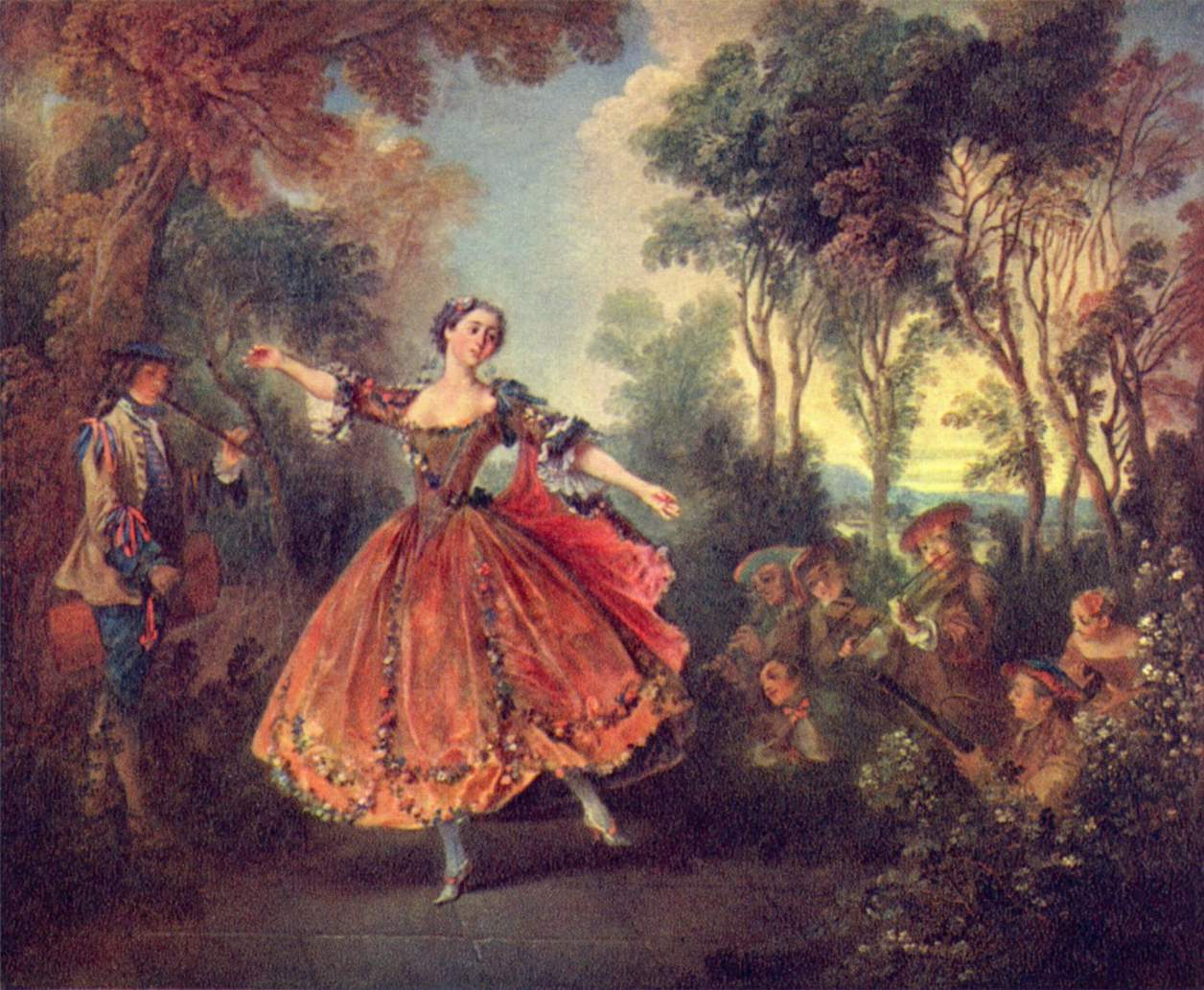
Nicolas Lancret, La Camargo dansant
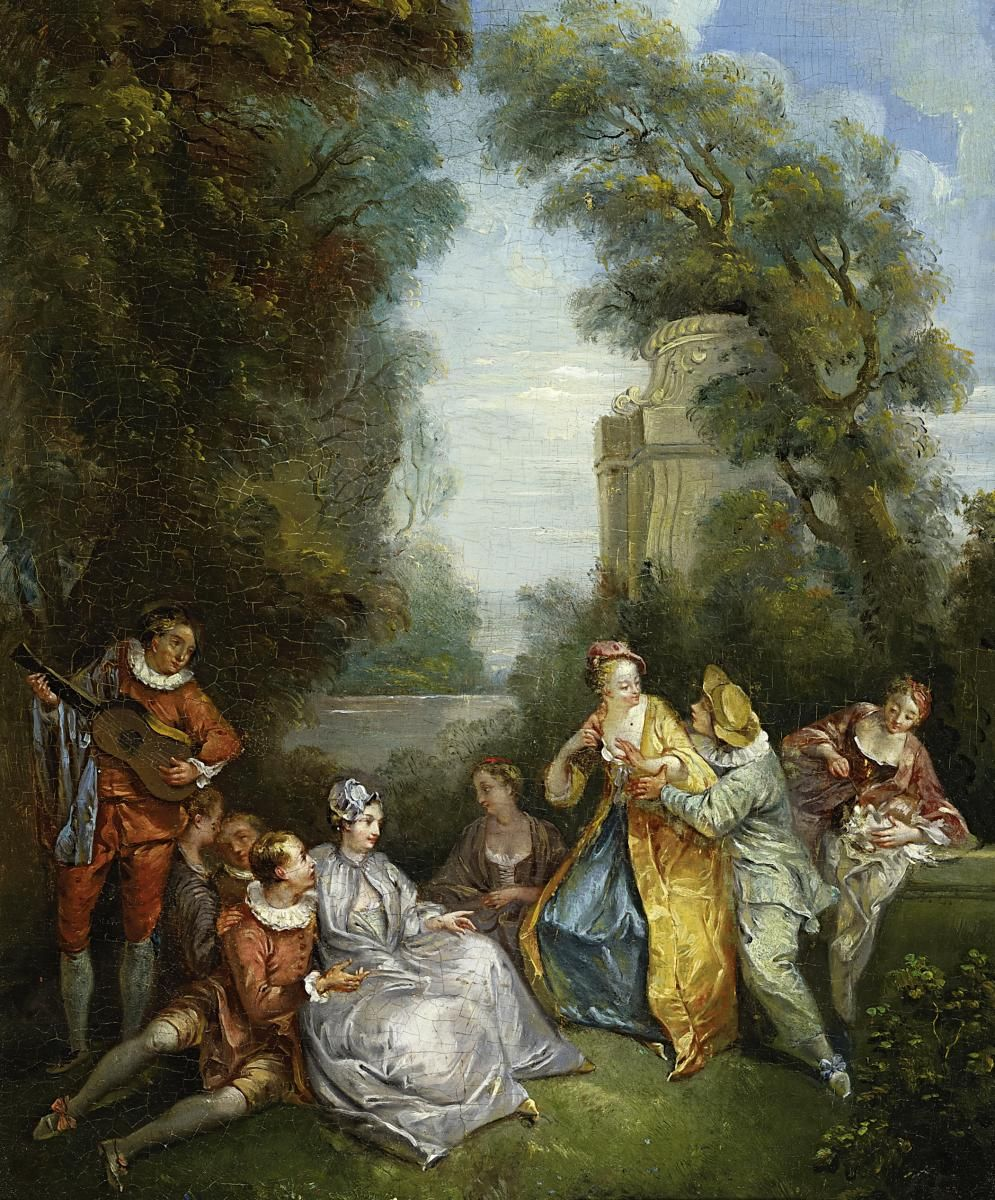
Atelier de Lancret, Danse dans un parc
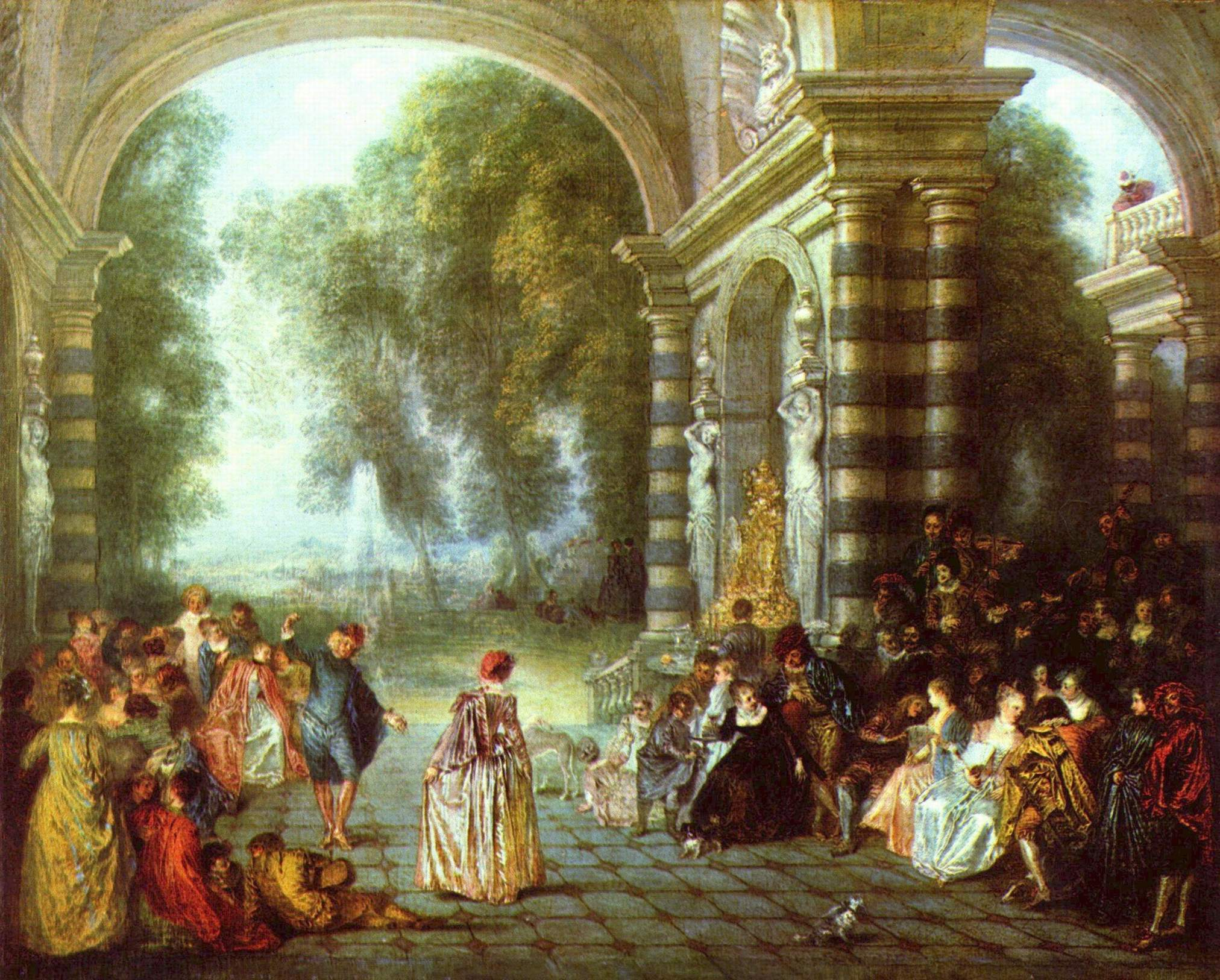
Antoine Watteau, Les Plaisirs du bal
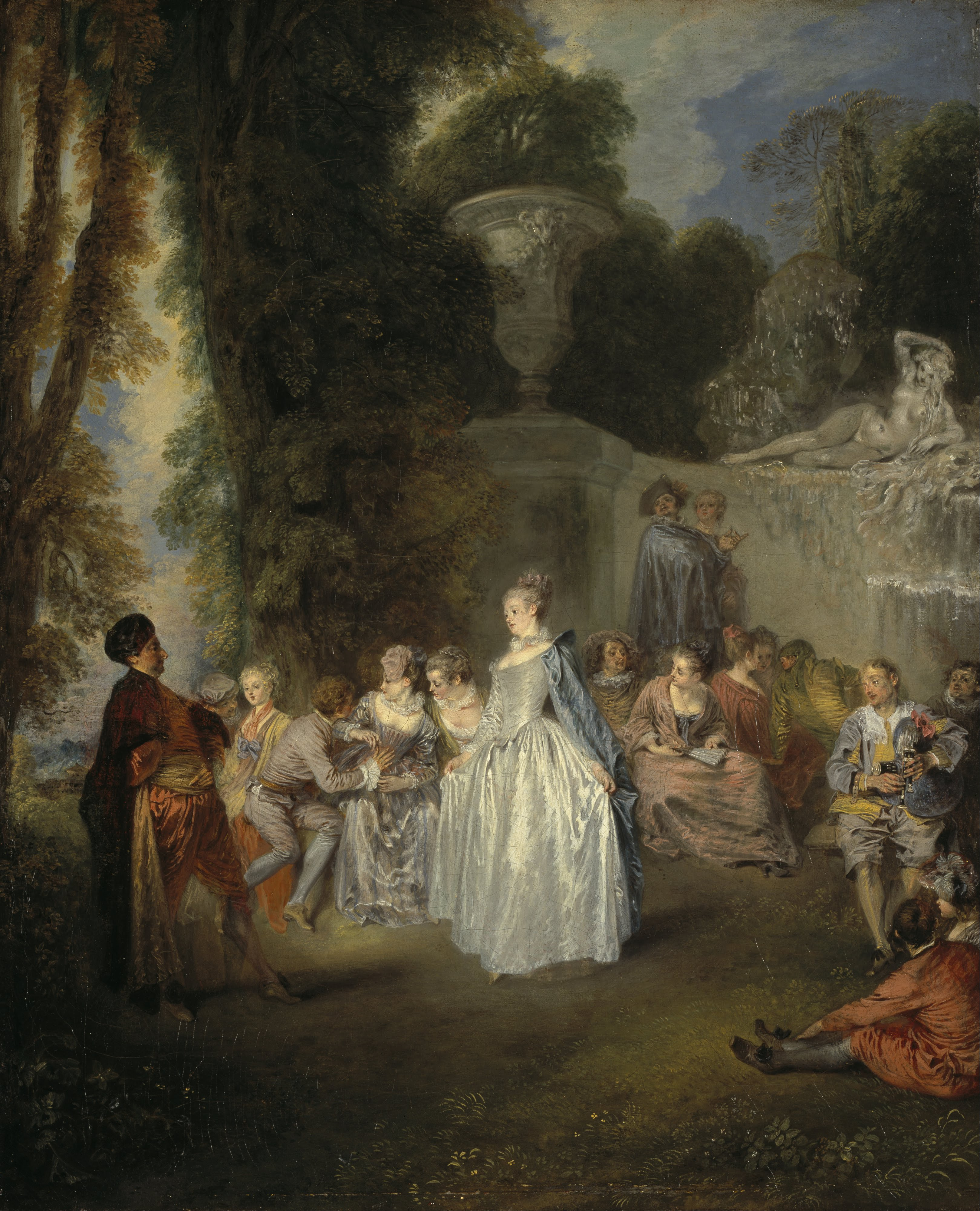
Antoine Watteau, Fêtes vénitiennes
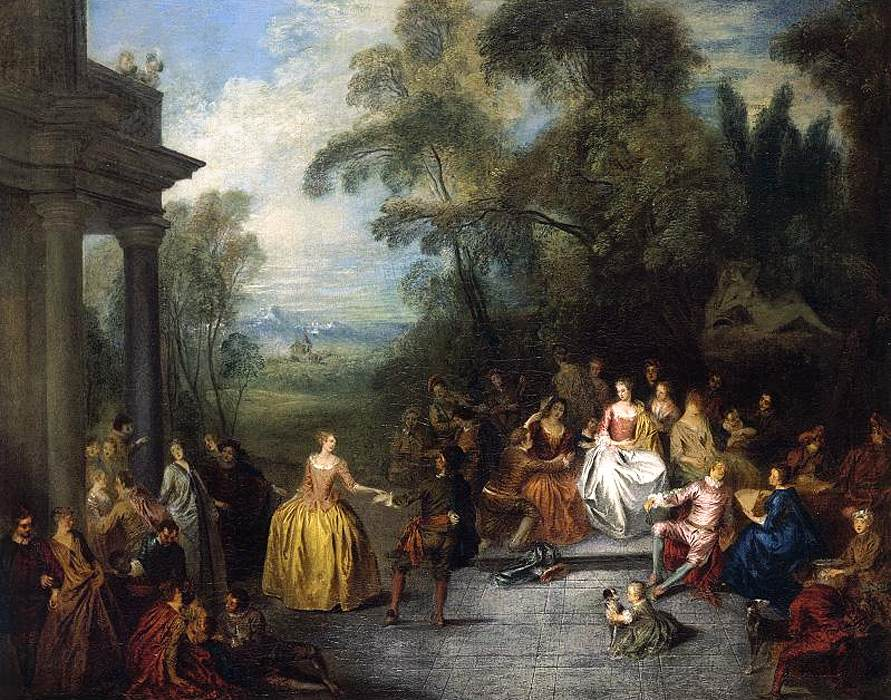
Jean-Baptiste Pater, Fête Champêtre